# Faulx
Faulx é uma comuna francesa na região administrativa de Grande Leste, no departamento de Meurthe-et-Moselle. Estende-se por uma área de 17,2 km². Em 2010 a comuna tinha 1 365 habitantes (densidade: 79,4 hab./km²).